# Grande Loge nationale polonaise
La Grande Loge nationale polonaise (en polonais, Wielka Loża Narodowa Polski) est une obédience maçonnique régulière en Pologne
En 1920, la plupart des francs-maçons polonais se rassemblent en créant la Grande Loge Nationale de Pologne. Le président de la Pologne libre, Gabriel Narutowicz, assassiné en 1922 par un militant nationaliste, fut membre de cette obédience. 

## Loges
- Loża Matka Kopernik , Varsovie ;
- Walerian Łukasiński, Varsovie ;
- Przesąd Zwyciężony, Cracovie ;
- La France,  Varsovie ;
- Świątynia Hymnu Jedności, Poznań ;
- Eugenia Pod Ukoronowanym Lwem, Gdańsk ;
- Pod Szczęśliwą Gwiazdą, Varsovie.